# Who See

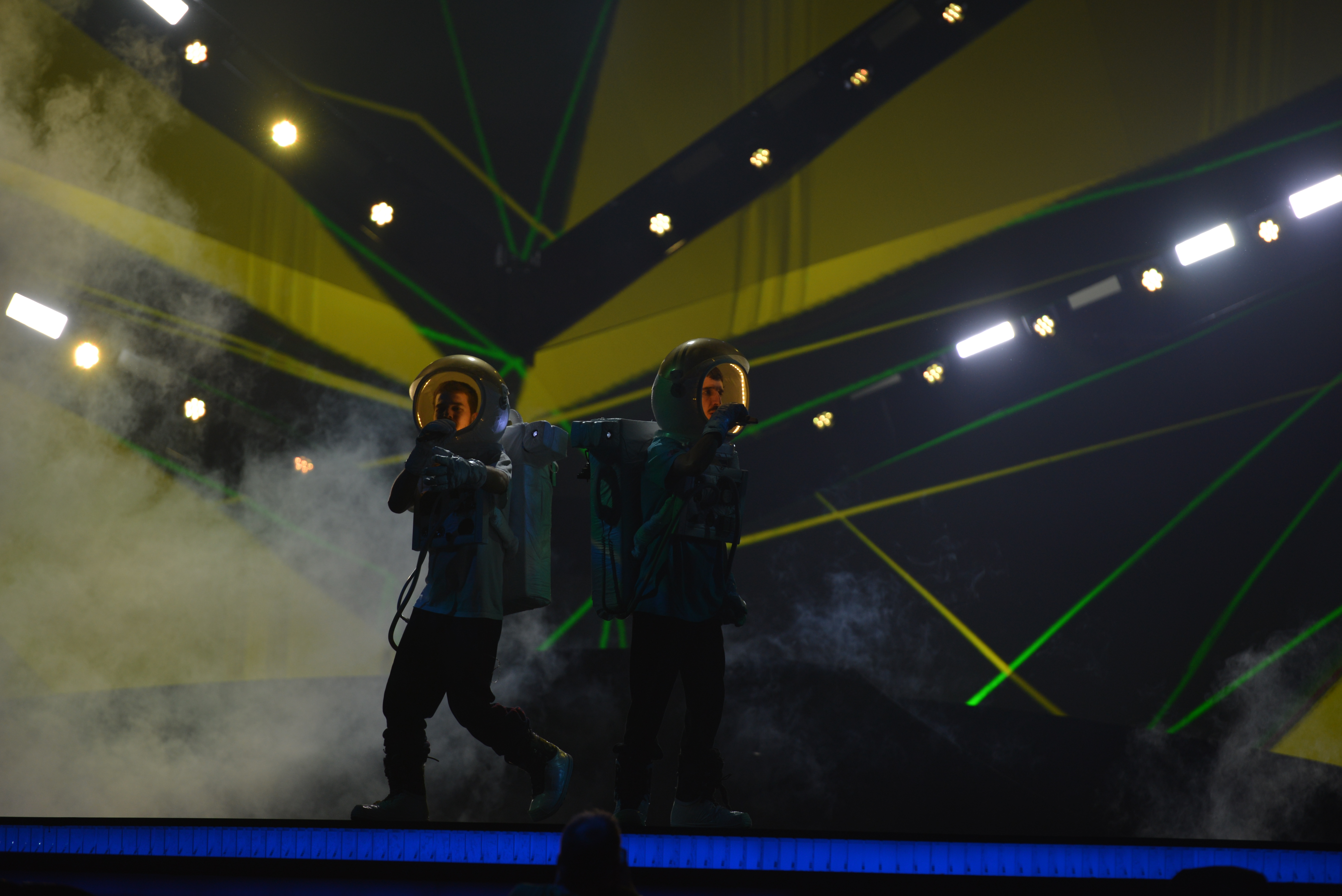
Who See (2013)

Who See (também conhecidos por Who See Klapa) é um duo de hip-hop montenegrino das Bocas de Cattaro. É composto por Dedduh (Dejan Dedović), de Kotor, e Noyz (Mario Đorđević), de Herceg Novi.
O grupo foi criado no início dos anos 2000 e gravou a sua primeira canção intitulada "Dim po dim". O grupo marcou presença como convidados na compilação de hip-hop sérvia "Ulice vol.1", e ainda no "Sve Same Barabe", um álbum de 43Zla. Em 2007, lançaram o seu álbum de estreia, "Sviranje kupcu" que teve como convidados Bad Copy, Škabo dos Beogradski Sindikat, Hornsman Coyote dos Eyesburn e Rhino, um produtor e MC de Podgorica que foi autor de algumas faixas do álbum alem do ser também produtor executivo.
Os Who See foram ainda convidados de destaque na faixa de hip-hop intitulada "Pozovite Neke drolje" em conjunto com os rappers Ajs Nigrutin e Prti Bee Gee. Em 2008 fizeram a abertura do concerto dos Bad Copy em Belgrado
Eles são os fundadores do grupo de hip hop denominado Bokeška Brigada, em colaboração com Worzo (MC, beatboxer), Labia (MC) e Šejn (MC).

## Discografia

### Álbuns
- Sviranje kupcu (2006)
- Krš i drača (2012)

### Singles
Do álbum Sviranje kupcu:
- "S kintom tanki" (Com pouca pasta) (2007)
- "Pješke polako" (Caminhando devagar) (2007)
- "Put pasat" (Cruzando a estrada)(2008)

Do álbum Krš i Drača:
- "Kad se sjetim" (Quando recordo) (2009)
- "Rođen srećan" (Nascido com sorte) – com Wikluh Sky, Rhino e Labia (2010)

Da compilação de rap Balkan Zoon:
- "Koji sam ja meni kralj" (Que tipo de rei eu sou para mim)